# Volo Air Fiji 121
Il volo Air Fiji 121 era un volo passeggeri nazionale di linea operato da Air Fiji dall'Aeroporto di Suva, Suva, capitale delle Figi all'Aeroporto Internazionale di Nadi. Il 24 luglio 1999, un Embraer EMB 110 Bandeirante si schiantò contro una montagna vicino a Delailasakau, uccidendo tutti i 15 passeggeri e i 2 membri dell'equipaggio a bordo, rendendolo il peggior incidente aereo avvenuto alle Fiji.

## L'aereo
L'aereo coinvolto nell'incidente era un Embraer EMB 110 Bandeirante (numero di serie 110416) registrato alle Fiji come DQ-AFN. Spinto da due motori turboelica Pratt & Whitney Canada PT6, l'aereo era uscito dallo stabilimento nel 1983 e aveva volato per un totale di 22411 cicli. L'aereo era stato registrato in America e in Australia prima di essere utilizzato da Air Fiji.

## L'incidente
Il Bandeirante decollò da Suva con 15 passeggeri e 2 membri dell'equipaggio. L'aereo trasportava nove figiani, cinque australiani, un neozelandese, un cinese e un giapponese. 15 minuti dopo il decollo dall'aeroporto, l'aereo si schiantò contro il fianco della montagna vicino a Delailasakau, poco dopo l'alba. Verso le 8:40 ora locale, la polizia ricevette una chiamata da un radioamatore di Windina che diceva di aver sentito un forte schianto sulle colline, a nord del villaggio di Nasevou. Testimoni hanno affermato di aver visto l'aereo volare basso e poco dopo schiantarsi. Un uomo dichiarò di aver sentito una rumore simile ad uno sparo di una palla di cannone e poi vide cadere parti della coda.
A seguito dell'informativa, le autorità inviarono una squadra di ricerca. Poco dopo, un elicottero individuò i rottami del volo 121. Sul luogo dell'incidente non furono rinvenuti segni di vita. La maggior parte dei corpi erano gravemente mutilati, con testimoni che descrissero molti organi interni sparsi sul luogo dell'incidente. L'area dell'incidente era un'area remota, costringendo i soccorritori a evacuare i corpi solo a piedi. Il luogo dell'incidente si trovava a circa sei ore di cammino dal villaggio più vicino, con poche strade e nessun collegamento telefonico. Il direttore delle operazioni di polizia Jahir Khan affermò che la polizia avrebbe tentato di rimuovere i corpi entro il giorno seguente. La mancanza di attrezzature ostacolò il processo di evacuazione delle salme e diversi corpi, intrappolati tra i rottami, furono evacuati tagliando e rimuovendo i rottami dall'area.

## Le indagini
La Civil Aviation Authority of Fiji (CAAF) fu chiamata ad investigare sulle cause dello schinto del volo Air Fiji 121, assistita dalla Australian Transport Safety Bureau (ATSB). Dalle interviste condotte dalla CAAF emerse da deposizioni di alcuni testimoni che prima che l'aereo si schiantasse, parti della coda e delle ali caddero sulla foresta, indicando un possibile cedimento strutturale. La deriva e gli stabilizzatori orizzontali sono stati trovati 300 m a sinistra della linea di volo. Ciò era coerente con un cedimento strutturale pre-impatto, il che significava che l'aereo potrebbe essersi rotto in aria prima di schiantarsi al suolo. Indagini specifiche hanno successivamente accertato che il capitano del volo 121 sarebbe potuto essere ubriaco. Il fratello del capitano dichiarò che quattro ore prima dell'incidente il capitano del volo aveva bevuto alcolici. Dall'indagine è inoltre emerso che il capitano non aveva riposato abbastanza e che prima del volo aveva consumato un livello di antistaminico superiore a quello terapeutico. Anche la procedura operativa standard di Air Fiji risultò inadeguata.
Il cedimento strutturale verificatosi durante il volo è stato il risultato dell'errore dell'equipaggio nello scendere al di sotto dell'altitudine minima di discesa di 5.400 piedi (1.600 m). L'ala destra colpì una cresta a un'altitudine di 1.300 piedi (400 m), poi l'aereo si ruppe e colpì il pendio di una cresta 1,3 km più avanti. La sezione di coda e l'ala destra furono trovate a 150 m dal relitto principale.